# Manly Warringah Sea Eagles
Manly Warringah Sea Eagles är ett professionellt australiskt rugby league-fotbollslag som är baserat i Manly och Warringah i New South Wales. Laget grundades 1946 och spelar i australiska rugby league-serien National Rugby League.
Sea Eagles debuterade i ligan 1947 (då benämnt New South Wales Rugby League premiership) och vann sin första titel 1972 efter att ha vunnit finalen mot Eastern Suburbs. Säsongen 2011 vann laget sitt åttonde mästerskap efter att ha besegrat New Zealand Warriors i NRL-finalen.